# Miss Rainicorne
Miss Rainicorne est un personnage fictif appartenant à la série d'animation américaine Adventure Time. Personnage féminin, elle est une mi-licorne mi-arc-en-ciel. Petite amie, plus tard épouse, de Jake, et amie de Princesse Chewing-Gum,, elle possède la capacité de contrôler les couleurs.

## Caractéristiques
Dans l’épisode pilote de la série Adventure Time, Miss Rainicorne communique avec des cris d’oiseaux. Néanmoins, dans la série et version originale, elle possède son propre dialogue et est doublée en coréen par Niki Yang. De ce fait, elle utilise de temps à autre un traducteur pour mieux se faire comprendre des autres personnages. Lors d'une entrevue, Yang explique : « J'ai été à l'école avec Ward [créateur de la série] et on s'est beaucoup rapproché lorsqu'on travaillait ensemble chez Frederator/Nickelodeon [...] Il m'a donc d'abord demandé de jouer Miss Rainicorn. » Yang confie également et d'une manière ironique avoir donné naissance à son enfant à la même période que le personnage dans la série. Yang double en parallèle le personnage de BMO.
Rainicorne possède le pouvoir de contrôler les couleurs. Elle est la petite amie, puis par la suite épouse, de Jake le chien ; tous deux sont parents de cinq enfants. Dans l’épisode Un cœur qui prend tout trop à cœur, elle déclare être enceinte, et devient, dans l'épisode Papa Jake, la mère de cinq enfants. Elle ressemble physiologiquement à une licorne de longue taille.